# Vochysia majuscula
Vochysia majuscula är en tvåhjärtbladig växtart som beskrevs av Pilger. Vochysia majuscula ingår i släktet Vochysia och familjen Vochysiaceae. Inga underarter finns listade i Catalogue of Life.